# Регион Харари
Регион Харари је један од етничких региона Етиопије. Главни град региона је Харар. Иако је замишљен као етнички регион семитског народа Харари, овај народ чини тек 8,65% становништва региона и трећи је народ по бројности после кушитског народа Оромо (56,41%) и семитског народа Амхара (22,77%). Главна религија је ислам (68,99%), а знатан је и број православних хришћана (27,1%).